# Porvoon Butchers 2022
Questa voce raccoglie le informazioni riguardanti i Porvoon Butchers nelle competizioni ufficiali della stagione 2022.

## Maschile

### Prima squadra

#### Vaahteraliiga 2022

##### Stagione regolare
| Seinäjoki 21 maggio 2022, ore 16:30 2ª giornata | Seinäjoki Crocodiles | 15 – 13 (0-0 3-6 6-0 6-7) referto | Porvoon Butchers | Jouppilanvuoren tekonurmi (452 spett.)\| Arbitro: \| M. Immonen \| |
| Arbitro:                                        | M. Immonen           |                                   |                  |                                                                    |

| Kotka 27 maggio 2022, ore 18:30 3ª giornata | Kotka Eagles | 0 – 44 (0-7 0-10 0-0 0-27) referto | Porvoon Butchers | Karhulan keskuskenttä (400 spett.)\| Arbitro: \| Toijala \| |
| Arbitro:                                    | Toijala      |                                    |                  |                                                             |

| Porvoo 2 giugno 2022, ore 18:30 4ª giornata | Porvoon Butchers | 35 – 20 (7-13 14-7 7-0 7-0) referto | United Newland Crusaders | Porvoon Keskuskenttä (250 spett.)\| Arbitro: \| V. Lamminsalo \| |
| Arbitro:                                    | V. Lamminsalo    |                                     |                          |                                                                  |

| Porvoo 11 giugno 2022, ore 16:30 5ª giornata | Porvoon Butchers | 20 – 47 (6-13 7-20 7-7 0-7) referto | Kuopio Steelers | Porvoon Keskuskenttä (301 spett.)\| Arbitro: \| V. Lamminsalo \| |
| Arbitro:                                     | V. Lamminsalo    |                                     |                 |                                                                  |

| Porvoo 1º luglio 2022, ore 18:30 7ª giornata | Porvoon Butchers | 26 – 10 (0-0 0-10 6-0 20-0) referto | Kotka Eagles | Porvoon Keskuskenttä (378 spett.)\| Arbitro: \| Toijala \| |
| Arbitro:                                     | Toijala          |                                     |              |                                                            |

| Helsinki 7 luglio 2022, ore 18:30 8ª giornata | Helsinki Roosters | 35 – 21 (7-0 14-0 7-0 7-21) referto | Porvoon Butchers | Velodromo di Helsinki (332 spett.)\| Arbitro: \| Toijala \| |
| Arbitro:                                      | Toijala           |                                     |                  |                                                             |

| Porvoo 14 luglio 2022, ore 18:30 9ª giornata | Porvoon Butchers | 34 – 48 (6-7 14-14 0-14 14-13) referto | Helsinki Wolverines | Porvoon Keskuskenttä (336 spett.)\| Arbitro: \| V. Lamminsalo \| |
| Arbitro:                                     | V. Lamminsalo    |                                        |                     |                                                                  |

| Helsinki 31 luglio 2022, ore 16:30 11ª giornata | Helsinki Wolverines | 38 – 20 (14-7 7-7 7-6 10-0) referto | Porvoon Butchers | Velodromo di Helsinki (223 spett.)\| Arbitro: \| M. Makarainen \| |
| Arbitro:                                        | M. Makarainen       |                                     |                  |                                                                   |

| Porvoo 4 agosto 2022, ore 18:30 12ª giornata | Porvoon Butchers | 34 – 41 (14-7 6-20 6-7 8-7) referto | Helsinki Roosters | Porvoon Keskuskenttä (325 spett.)\| Arbitro: \| M. Immonen \| |
| Arbitro:                                     | M. Immonen       |                                     |                   |                                                               |

| Lohja 12 agosto 2022, ore 18:30 13ª giornata | United Newland Crusaders | 42 – 49 (7-14 21-14 7-7 8-14) referto | Porvoon Butchers | Harjun kenttä (250 spett.)\| Arbitro: \| Janhuba \| |
| Arbitro:                                     | Janhuba                  |                                       |                  |                                                     |

| Kuopio 19 agosto 2022, ore 18:30 14ª giornata | Kuopio Steelers | 63 – 7 (14-0 28-7 7-0 14-0) referto | Porvoon Butchers | Väinölänniemen stadion (423 spett.)\| Arbitro: \| V. Lamminsalo \| |
| Arbitro:                                      | V. Lamminsalo   |                                     |                  |                                                                    |

| Porvoo 27 agosto 2022, ore 16:30 15ª giornata | Porvoon Butchers | 9 – 35 (3-0 0-14 0-14 6-7) referto | Seinäjoki Crocodiles | Porvoon Keskuskenttä (212 spett.)\| Arbitro: \| M. Makarainen \| |
| Arbitro:                                      | M. Makarainen    |                                    |                      |                                                                  |

#### Statistiche di squadra
| Competizione | %Vittorie | In casa | In casa | In casa | In casa | In casa | In casa | In trasferta | In trasferta | In trasferta | In trasferta | In trasferta | In trasferta | Totale | Totale | Totale | Totale | Totale | Totale |
| Competizione | %Vittorie | G       | V       | N       | P       | Pf      | Ps      | G            | V            | N            | P            | Pf           | Ps           | G      | V      | N      | P      | Pf     | Ps     |
| ------------ | --------- | ------- | ------- | ------- | ------- | ------- | ------- | ------------ | ------------ | ------------ | ------------ | ------------ | ------------ | ------ | ------ | ------ | ------ | ------ | ------ |
| Campionato   | .333      | 6       | 2       | 0       | 4       | 158     | 201     | 6            | 2            | 0            | 4            | 154          | 193          | 12     | 4      | 0      | 8      | 312    | 394    |
| Totale       | .333      | 6       | 2       | 0       | 4       | 158     | 201     | 6            | 2            | 0            | 4            | 154          | 193          | 12     | 4      | 0      | 8      | 312    | 394    |

#### Statistiche personali

##### Marcatori
| Giocatore     | Ruolo | TD rush | TD recv | TD int | TD p.ret | TD k.ret | TD oth | Xp1 | Xp2 | FG | Saf | Totale |
| ------------- | ----- | ------- | ------- | ------ | -------- | -------- | ------ | --- | --- | -- | --- | ------ |
| Gwinner       |       | 12      | 0       | 0      | 0        | 0        | 0      | 0   | 2   | 0  | 0   | 76     |
| Seppänen      |       | 1       | 10      | 0      | 0        | 0        | 0      | 8   | 1   | 0  | 0   | 76     |
| Eerola        |       | 0       | 7       | 0      | 0        | 0        | 0      | 0   | 0   | 0  | 0   | 42     |
| Rowland       |       | 5       | 0       | 0      | 0        | 0        | 0      | 0   | 0   | 0  | 0   | 30     |
| Affaticati    |       | 0       | 0       | 0      | 0        | 0        | 0      | 20  | 0   | 2  | 0   | 26     |
| D. Plant      |       | 0       | 2       | 0      | 0        | 1        | 0      | 0   | 0   | 0  | 0   | 18     |
| D. Rubinstein |       | 0       | 3       | 0      | 0        | 0        | 0      | 0   | 0   | 0  | 0   | 18     |
| N. Bernat     |       | 0       | 0       | 1      | 0        | 1        | 0      | 0   | 0   | 0  | 0   | 12     |
| D. Edwards    |       | 2       | 0       | 0      | 0        | 0        | 0      | 0   | 0   | 0  | 0   | 12     |
| A. Figueroa   |       | 0       | 1       | 0      | 0        | 0        | 0      | 0   | 1   | 0  | 0   | 8      |

##### Passer rating
| Giocatore   | G  | Att | Comp | Int | Yds  | TD | NFL   | NCAA   |
| ----------- | -- | --- | ---- | --- | ---- | -- | ----- | ------ |
| Gwinner     | 12 | 282 | 131  | 10  | 1890 | 24 | 82,31 | 123,74 |
| A. Figueroa | 1  | 1   | 0    | 0   | 0    | 0  |       |        |

### Seconda squadra

#### III-divisioona 2022

##### Stagione regolare
| Helsinki 4 giugno 2022 1ª giornata | Helsinki Wolverines Pink | 30 – 36 | Porvoon Teurastajat |  |

| Helsinki 4 giugno 2022 1ª giornata | Pirkkala Spartans II | 6 – 46 | Porvoon Teurastajat |  |

| Vaasa 18 giugno 2022 2ª giornata | Vaasa Vikings | 0 – 18 | Porvoon Teurastajat |  |

| Vaasa 18 giugno 2022 2ª giornata | Porvoon Teurastajat | 52 – 0 | Pirkkala Spartans II |  |

| Porvoo 30 luglio 2022 5ª giornata | Porvoon Teurastajat | 44 – 0 | Vaasa Vikings |  |

##### Playoff
| Porvoo 13 agosto 2022 Semifinale | Porvoon Teurastajat | 34 – 6 | Malmi Blaze |  |

| Porvoo 13 agosto 2022 Äijämalja | Porvoon Teurastajat | 38 – 14 | Joensuu Wolves |  |

#### Statistiche di squadra
| Competizione      | %Vittorie | In casa | In casa | In casa | In casa | In casa | In casa | In trasferta | In trasferta | In trasferta | In trasferta | In trasferta | In trasferta | Totale | Totale | Totale | Totale | Totale | Totale |
| Competizione      | %Vittorie | G       | V       | N       | P       | Pf      | Ps      | G            | V            | N            | P            | Pf           | Ps           | G      | V      | N      | P      | Pf     | Ps     |
| ----------------- | --------- | ------- | ------- | ------- | ------- | ------- | ------- | ------------ | ------------ | ------------ | ------------ | ------------ | ------------ | ------ | ------ | ------ | ------ | ------ | ------ |
| Stagione regolare | 1.000     | 2       | 2       | 0       | 0       | 96      | 0       | 2            | 2            | 0            | 0            | 64           | 6            | 4      | 4      | 0      | 0      | 160    | 6      |
| Playoff           | 1.000     | 2       | 2       | 0       | 0       | 72      | 20      | 0            | 0            | 0            | 0            | 0            | 0            | 2      | 2      | 0      | 0      | 72     | 20     |
| Totale            | 1.000     | 4       | 4       | 0       | 0       | 168     | 20      | 2            | 2            | 0            | 0            | 64           | 6            | 6      | 6      | 0      | 0      | 232    | 26     |

## Femminile

### Naisten II-divisioona 2022

#### Stagione regolare
| Sipoo 15 maggio 2022, ore 13:00 1ª giornata | Porvoon Butchers | 60 – 0 | Hämeenlinna Tigers | Söderkullan urheilukenttä |

| Kuopio 21 maggio 2022, ore 16:00 2ª giornata | Kuopio Steelers | 0 – 62 | Porvoon Butchers | Lippumäen tekonurmi |

| Hämeenlinna 10 giugno 2022, ore 18:00 4ª giornata | Hämeenlinna Tigers | 24 – 34 | Porvoon Butchers | Hämeenlinnan urheilupuisto |

| Porvoo 19 giugno 2022, ore 14:00 5ª giornata | Porvoon Butchers | 64 – 0 | Kuopio Steelers | Porvoon pallokenttä |

#### Playoff
| Porvoo 17 luglio 2022, ore 14:00 Finale | Porvoon Butchers | 28 – 0 | Hämeenlinna Tigers | Porvoon pallokenttä |

### Statistiche di squadra
| Competizione      | %Vittorie | In casa | In casa | In casa | In casa | In casa | In casa | In trasferta | In trasferta | In trasferta | In trasferta | In trasferta | In trasferta | Totale | Totale | Totale | Totale | Totale | Totale |
| Competizione      | %Vittorie | G       | V       | N       | P       | Pf      | Ps      | G            | V            | N            | P            | Pf           | Ps           | G      | V      | N      | P      | Pf     | Ps     |
| ----------------- | --------- | ------- | ------- | ------- | ------- | ------- | ------- | ------------ | ------------ | ------------ | ------------ | ------------ | ------------ | ------ | ------ | ------ | ------ | ------ | ------ |
| Stagione regolare | 1.000     | 2       | 2       | 0       | 0       | 124     | 0       | 2            | 2            | 0            | 0            | 96           | 24           | 4      | 4      | 0      | 0      | 220    | 24     |
| Playoff           | 1.000     | 1       | 1       | 0       | 0       | 28      | 0       | 0            | 0            | 0            | 0            | 0            | 0            | 1      | 1      | 0      | 0      | 28     | 0      |
| Totale            | 1.000     | 3       | 3       | 0       | 0       | 152     | 0       | 2            | 2            | 0            | 0            | 96           | 24           | 6      | 6      | 0      | 0      | 248    | 24     |